# Philip Morton Shand
Philip Morton Shand (21 janvier 1888 - 30 avril 1960), connu sous le nom de P. Morton Shand, est un journaliste britannique, critique d'architecture (un des premiers partisans du modernisme), écrivain spécialisé dans le vin et la gastronomie, entrepreneur et pomologue. Il est le grand-père paternel de la reine Camilla.

## Jeunesse
Fils de l'écrivain et avocat Alexander Faulkner Shand (en) et de son épouse Augusta Mary Coates, Philip Morton Shand naît à Kensington, Londres. Il fait ses études au Eton College et au King's College de Cambridge, ainsi qu'à la Sorbonne, à Paris et à Heidelberg, en Allemagne.
Il se marie quatre fois. De son premier mariage avec Edith Marguerite Harrington (en) en avril 1916, nait son fils, Bruce, père de la reine Camilla. Ils divorcent en 1920.
Le deuxième mariage de Shand est avec Agatha Alys Fabre-Tonnerre, en 1920, avec qui il a une fille nommée Sylvia Doris Rosemary. Ils divorcent en 1926.
Le troisième mariage de Shand est avec Georgette Thérèse Edmée Avril, qu'il épouse en 1926. Ils divorcent en 1931, sans avoir d'enfants.
Le quatrième mariage de Shand est avec Sybil Mary Sissons (anciennement Mme Slee) en 1931, avec qui il a une fille nommée Elspeth. Elspeth épouse Geoffrey Howe, plus tard baron Howe d'Aberavon, qui est alors avocat et qui sera un homme politique. Elspeth est devenue une pair à vie à part entière en tant que baronne Howe of Idlicote. La belle-fille de Shand, Mary (la fille de Sybil de son premier mari, le commandant naval John Ambrose Slee) épouse l'architecte James Stirling.
Shand est décédé le 30 avril 1960 (à l'âge de 72 ans) à Lyon, France. Le poète John Betjeman et l'expert en vin français André Simon ont écrit des addenda à la nécrologie de Shand dans le Times.

## Carrière
Philip Shand étudie l'histoire au King's College de Cambridge et obtient sa maîtrise en 1914. Shand sert durant la Première Guerre mondiale dans le régiment des Royal Fusiliers, ; immédiatement après, en raison de sa maîtrise du français et de l'allemand, il est nommé surintendant de tous les camps de prisonniers allemands en France.
Déjà en 1914, il a traduit de l'allemand vers l'anglais la pièce Liebelei d'Arthur Schnitzler, sous le titre Playing with Love. Bien que ses premières publications majeures de cette époque portent sur la gastronomie et le vin, il commence également à se forger une réputation de critique d'architecture, travaillant notamment pour Architectural Review, où il joue un rôle déterminant en orientant les choix de Hubert de Cronin Hastings, alors propriétaire de la revue et parfois rédacteur en chef, en faveur du modernisme.
Alors qu'il vit à Lyon, en France, au début des années 1920, il est invité par le rédacteur en chef de l'Architectural Association Journal à passer en revue l'Exposition internationale des arts décoratifs et industriels modernes de 1925 à Paris. En examinant l'exposition, il invente l'expression « Swedish grace » pour décrire le design scandinave de l'époque, évident dans le travail de Gunnar Asplund, entre autres, bien qu'à cette époque, une nouvelle architecture et un nouveau design modernistes émergeaient, comme en témoigne l'exposition dans l'œuvre de son principal moteur, Le Corbusier,.
Le premier livre de Shand sur l'architecture, Modern Theatres and Cinemas, est publié en 1930 et présente bon nombre des bâtiments qu'il a rencontrés en Allemagne à la fin des années 1920, arguant que là-bas, le cinéma est apparu comme une typologie de conception distincte et non comme une adaptation de la conception du théâtre traditionnel.
Shand se lie d'amitié avec certaines des figures marquantes de l'architecture moderniste européenne, dont l'architecte allemand Peter Behrens, le franco-suisse Le Corbusier, le fondateur de l'école du Bauhaus Walter Gropius, le finlandais Alvar Aalto et l'historien-critique suisse Sigfried Giedion, entretenant une correspondance avec chacun d'eux. Il développe également des liens étroits avec des architectes au Royaume-Uni, encourageant leur participation au débat moderniste. Shand traduit de l'allemand vers l'anglais le livre de Gropius de 1925 Die neue Architektur und das Bauhaus, publié en 1930 sous le titre The New Architecture and the Bauhaus. Shand et le designer de meubles et entrepreneur Jack Pritchard contribuent à l'émigration de Gropius depuis l'Allemagne vers le Royaume-Uni, en 1934.
Le Corbusier et Giedion sont les principaux instigateurs de la fondation du Congrès International d'Architecture Moderne (CIAM) en 1928, pour la promotion de la cause de l'architecture et de l'urbanisme modernistes. Giedion en est le premier et l'unique secrétaire général. Il n'y avait eu aucun participant britannique à la première conférence du CIAM en 1928. Mais, en janvier 1929, Shand écrit à Walter Gropius, en suggérant Howard Robinson, directeur de l'Architectural Association School of Architecture et propre cousin de Shand, comme représentant britannique du CIAM. Lorsque cela n'a pas fonctionné, Shand recommande l'architecte Wells Coates, né au Japon et formé au Canada. Shand, avec les architectes Coates, Maxwell Fry et F. R. S. Yorke (en), sont les membres fondateurs du groupe MARS (en) (Modern Architectural Research Group), qui fonctionne de 1933 à 1937. Le groupe voit le jour à l'instigation de Giedion, après que Shand lui ait écrit. Shand, Coates, Yorke et trois autres membres du Groupe Mars assistent à leur premier congrès du CIAM en 1933, qui a lieu à bord d'un paquebot voyageant de Marseille à Athènes en juillet de la même année.
Une série d'articles sous le titre Scenario for a Human Drama, dans Architectural Review de 1934-1935, est la tentative de Shand de documenter et de situer l'architecture contemporaine en Europe. En sept parties, il expose des idées sur l'évolution du modernisme continental.
Shand est poursuivi pour faillite en mars 1933, le procès ayant lieu en août de la même année. La même année, cependant, avec Geoffrey Boumphrey, il fonde une société Finmar pour importer les meubles d'Alvar Aalto au Royaume-Uni, pour lequel il organise une exposition de ses meubles et des reliefs expérimentaux en bois, au grand magasin Fortnum & Mason à Londres. En 1935, il visite la Finlande avec Jack Pritchard et Graham Reid, le sanatorium Paimio d'Aalto, et l'usine de meubles Artek qui fabrique les meubles vendus au Royaume-Uni par Finmar. Shand reste ami avec Aalto et, comme Aalto parle peu anglais jusque dans les années 1940, ils conversent et correspondent en allemand. Aalto dira plus tard à son biographe, Göran Schildt, qu'en raison de son expérience militaire et de son allemand irréprochable, Shand avait agi comme un espion britannique derrière les lignes allemandes pendant la guerre, bien que Shand lui-même n'ait jamais fait une telle affirmation ailleurs. Après qu'Aalto ait reçu la médaille d'or du Royal Institute of British Architects en 1957, Shand lui écrit pour lui présenter ses félicitations, et Aalto répond en disant de lui-même et de Shand: « We are the last surviving soldiers of the Salvation Army ». Lors de son voyage au Royaume-Uni, Aalto rend visite à Shand à Cambridge, où il a pris sa retraite.
Malgré son enthousiasme précoce pour le modernisme dans le design et l'architecture, à la fin des années 1950, il se montre beaucoup plus critique à l'égard des résultats de l'architecture moderne, écrivant ceci :
« I have frightful nightmares, and no wonder for I am haunted by a gnawing sense of guilt in having, in however minor and obscure degree, helped to bring about, anyhow encouraged and praised, the embryo searchings that have now materialized into a monster neither of us could have foreseen: Contemporary architecture (= the piling up of gigantic children's toy bricks in utterly dehumanized and meaningless forms), 'Art' and all that. It is no longer funny; it is frightening, all-invading menace. »
— P. Morton Shand (1958)

« Je fais des cauchemars effrayants, et ce n'est pas étonnant car je suis hanté par un sentiment tenace de culpabilité d'avoir, même à un degré mineur et obscur, contribué à réaliser, en tout cas encouragé et loué, les recherches d'embryons qui se sont maintenant matérialisées en un monstre que ni l'un ni l'autre nous [Shand ou John Betjeman] n'aurions pu prévoir : l'architecture contemporaine (= l'empilement de gigantesques briques de jouets d'enfants dans des formes totalement déshumanisées et dénuées de sens), « l'Art » et tout ça. Ce n'est plus drôle ; c’est une menace effrayante et envahissante. »

— P. Morton Shand (1958)
Shand a démontré sa connaissance de la gastronomie et du vin dans des articles et des livres publiés dans les années 1920. Il expose son point de vue au début du livre de 300 pages A Book of Food (1927) : Le livre de Shand commençait de cette manière: « C'est franchement un livre de préjugés, car toute nourriture est une question de goûts et de dégoûts. On peut être tolérant à l'égard de la religion, de la politique, et cent et une autres choses, mais pas sur la nourriture que l'on mange ».
Le 8 novembre 1929 (s'exprimant en tant qu'« Écossais »), Shand donne une conférence particulièrement « Blut und Boden » sur l'ethnicité et la culture écossaises à l'Université de Berlin, dans laquelle il exprime de fortes opinions pro-allemandes, mettant l'accent sur l'héritage « nordique » de l'Écosse, et affirmant qu'il s'agit de l'avant-poste le plus occidental de la culture germanique, qui est désormais « menacée par une culture celtique [irlandaise] étrangère », et prophétisant une effusion de sang,.

## Travaux
- A Book of French Wines, 1925.
- A Book of Food, 1927.
- (en) Philip Morton Shand, A Book of Other Wines - Than French, A. A. Knopf Limited, 1929 (lire en ligne)
- Bacchus or Wine To-Day and To-Morrow, 1929. In the series To-day and To-morrow.
- (en) Philip Morton Shand, Modern Picture-houses and Theaters, J. B. Lippincott Company, 1930 (lire en ligne)
- Building: The Evolution of an Industry, 1954.

## Traductions
- Arthur Schnitzler, Playing with Love
- Walter Gropius, The New Architecture and the Bauhaus